# Riserva naturale Guadine Pradaccio
La riserva naturale Guadine Pradaccio è un'area naturale protetta situata nel comune di Corniglio, in provincia di Parma. La riserva occupa una superficie di 240,00 ettari ed è stata istituita nel 1971.

## Storia
Situato all'interno del Parco Nazionale dell'Appennino Tosco Emiliano nella zona della foresta dell'Alta Val Parma, il territorio della riserva appartiene ai 1750 ettari che lo stato acquistò per le foreste demaniali nel 1914. La riserva venne poi istituita nel 1971 prendendo il nome dal lago Pradaccio e dal passo appenninico delle Guadine (1687 m.s.l.m) che collega il parmense alla lunigiana.

## Territorio
Appartenente al territorio dell'alta Val Parma, la riserva occupa un circo glaciale che si generò nel tardo Pleistocene, fra i 15000 e 18000 anni fa, quando la Val Parma era interamente occupata dal più vasto ghiacciaio dell'Appennino settentrionale.
La riserva si estende dal crinale che culmina con i 1796 m.s.l.m del monte Brusà sino a giungere alla quota di 1195 m.s.l.m corrispondenti alla strada che dai cancelli del Lagdei porta alla vallata dei Lagoni. Nel territorio, drenato da un ramo sorgentifero minore del torrente Parma: la Parma di Francia, o Parma delle Guadine, si trovano anche due laghi: uno temporaneo a quota 1636 m.s.l.m chiamato lago delle Guadine e il lago Pradaccio collocato a 1363 m s.l.m.

## Fauna
Nella riserva si possono trovare numerosi animali. Fra i mammiferi si ricorda il lupo (Canis lupus), il capriolo (Capreolus capreolus) e un roditore tipico delle brughiere prossime al crinale: l'arvicola delle nevi (Chionomys nivalis), oltre che numerose specie di pipistrelli.

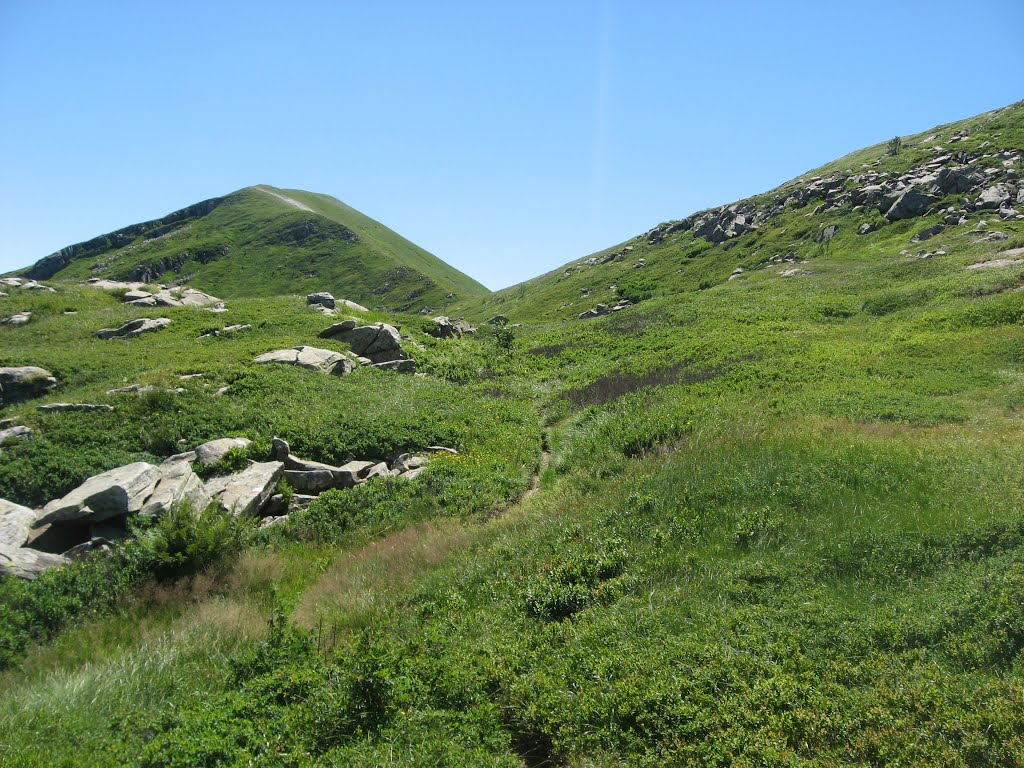
Passo delle Guadine

Fra gli uccelli spiccano l'aquila reale (Aquila chrysaetos), il falco pecchiaiolo (Pernis apivorus), il succiacapre (Caprimulgus europeus) e la tottavilla (Lullula arborea), la balia dal collare (Ficedula albicollis), l'averla piccola (Lanius collurio) e il calandro (Anthus campestris), tutte specie definite di interesse comunitario.
Fra rettili degni di nota sono la natrice viperina (Natrix maura) e la luscengola (Chalcides chalcides), mentre sono da ricordare fra gli anfibi che popolano le zone umide il tritone crestato (Triturus carnifex), il tritone alpestre (Triturus alpestris), la salamandra pezzata (Salamandra salamandra) e la rana temporaria (Rana temporaria).

## Flora
Il manto boschivo è costituito prevalentemente da faggio (Fagus sylvatica) alternato a macchie di abete bianco (Abies alba), sono presenti anche il sorbo degli uccellatori (Sorbus aucuparia) e montano (Sorbus aria), l'acero montano (Acer pseudoplatanus) e il maggiociondolo alpino (Laburnum alpinum), mentre i rimboschimenti della forestale hanno introdotto l'abete rosso e l'abete americano (Pseudotsuga menziesii).
Con il salire di quota compaiono finendo poi con il prevalere radure, torbiere e brughiere dove predomina il mirtillo, mentre nelle zone umide sono presenti alcuni endemismi come la Menyantes trifoliata. Fra le specie erbacee degne di nota sono la primula appennina, il Cypripedium calceolus, e la Lonicera alpigena

## Punti di interesse
Fra i punti di maggior interesse si menzionano il lago Pradaccio e, per l'aspetto panoramico, il passo delle Guadine, quest'ultimo raggiungibile senza limitazioni grazie ai sentieri prossimi al crinale che lo collegano alla conca del lago Santo Parmense attraverso la sella dello Sterpara da un lato e alla vallata di Badignana dall'altro.

## Accessi
Compresa nel territorio del comune di Corniglio, la riserva è posta a circa 8 km da Bosco di Corniglio, e si raggiunge sia dalla A15 uscendo dal casello di Berceto sia percorrendo la strada provinciale 13 partendo da Langhirano

## Attività
La riserva è visitabile in gruppi guidati e accompagnati con prenotazione obbligatoria all'Ufficio Territoriale per le biodiversità di Parma.